# Хаити на Светском првенству у атлетици на отвореном 2013.
Хаити је учествовао на 14. Светском првенству у атлетици на отвореном 2013. одржаном у Москви од 10. до 18. августа тринаести пут. Репрезентацију Хаитија представљао је један атлетичар који се такмичио у троскоку.,
На овом првенству Хаити није освојило ниједну медаљу, нити је постигнут неки рекорд.

## Резултати

### Мушкарци
| Атлетичар  | Дисциплина | Лични рекорд | Квалификације | Квалификације | Финале   | Финале       | Детаљи |
| Атлетичар  | Дисциплина | Лични рекорд | Резултат      | Место         | Резултат | Место        | Детаљи |
| ---------- | ---------- | ------------ | ------------- | ------------- | -------- | ------------ | ------ |
| Самир Лејн | троскок    | 17,39 НР     | 16,87         | 4 у гр. Б     | 16,87    | 11 / 20 (22) |        |